# ニコラス・ウォータース
ニコラス・ウォータース（Nicholas Walters、1986年1月4日 - ）は、ジャマイカのプロボクサー。モンテゴ・ベイ出身。元WBA世界フェザー級スーパー王者。

## 来歴

### アマチュア時代
2007年、パンアメリカン競技大会にフェザー級(57kg)で出場したが1回戦で敗退した。
2007年、アメリカのシカゴで開催された世界ボクシング選手権にフェザー級(57kg)で出場したが1回戦で敗退した。

### プロ時代
2008年8月2日、プロデビュー。
2012年12月8日、キングストンのナショナルインドアセンターで、ドーリス・プレスコットとWBA世界フェザー級レギュラー王座決定戦を行い、4回・5回・7回に計3度ダウンを奪い7回TKO勝ちを収め王座獲得に成功した。
2014年5月31日、マカオにあるザ・ベネチアン・マカオ内コタイ・アリーナで、WBA世界フェザー級13位で元世界2階級制覇王者のビック・ダルチニアンと対戦し、2回に右アッパーで先制ダウンを奪い、5回には左フックから右フックでダウンを奪い、最後は左フック一撃でダルチニアンを失神KO。5回2分22秒KO勝ちを収め、2度目の防衛に成功した。
2014年10月18日、カリフォルニア州カーソンの スタブハブ・センター・テニスコートにてゲンナジー・ゴロフキン対マルコ・アントニオ・ルビオの前座でWBA世界フェザー級スーパー王者ノニト・ドネアと団体内統一戦を行い、3回と6回にダウンを奪い6回2分59秒KO勝ちを収め団体内王座統一に成功した。11月12日、WBAの2014年10月度の月間優秀選手に選ばれた。
2015年2月21日、WBAはウォータースをスーパー王座に認定した。 
2015年3月21日、ニューヨークのマディソン・スクエア・ガーデン・シアターでガマリエル・ロドリゲスと4度目の防衛戦を行う予定だったが、ウォータースがインフルエンザに感染したため試合は延期となった。
2015年6月13日、マディソン・スクエア・ガーデン・シアターでWBA世界フェザー級7位でアマチュア時代に負けているミゲル・マリアガと対戦し、4度目の防衛戦を行う予定だったが、前日計量でウォータースがフェザー級の規定体重である126ポンド（57.15kg）を1.4ポンド超過の127.4ポンド（57.79kg）を計測し、1時間半後の再計量でも127ポンドを計測し体重超過による計量失格で王座剥奪となった為、試合はウォータースが勝てば王座は空位になり、マリアガが勝てば王座獲得となるという条件で行われ、ウォータースが12回3-0（118-109、117-110、119-108）の判定勝利を収めた為、王座は空位となった。
2015年12月19日、ニューヨーク州ヴェローナのターニング・ストーン・リゾート・アンド・カジノでルイス・オルティスvsブライアント・ジェニングスの前座でジェイソン・ソーサとスーパーフェザー級契約で対戦し、10回0-1（2者が95-95、94-96）で引き分けに終わりデビュー戦から続いていた連勝が26でストップした。しかし、この判定は大きな物議を醸し、この試合を放送していたHBOのスコアは99-91でウォータースを支持していた。
2016年11月26日、ザ・コスモポリタンでWBO世界スーパーフェザー級王者のワシル・ロマチェンコと対戦し、ウォータースが7回終了時に棄権した為プロ初黒星を喫すると共に2階級制覇に失敗した。
2017年8月19日、ネブラスカ州リンカーンのピナクル・バンク・アリーナでテレンス・クロフォードvsジュリアス・インドンゴ戦の前座でアルツロ・サントス・レイジェスと対戦する予定であったが、ウォータースが高熱による体調不良により欠場となった。
2023年2月25日、約6年4カ月ぶりに復帰戦を行い、8回判定勝ちを収めた。

## 獲得タイトル
- WBAフェデラテンフェザー級王座
- WBA世界フェザー級レギュラー王座（防衛3=正規王座に認定）
- WBA世界フェザー級王座（防衛0=スーパー王座に認定）
- WBA世界フェザー級スーパー王座（防衛0=剥奪）